# Alexander Siemens
Alexander Siemens (22 de enero de 1847 - 16 de febrero de 1928) fue un ingeniero eléctrico alemán. Miembro de la familia Siemens, desarrolló la mayor parte de su carrera en el Reino Unido, donde contribuyó a expandir el negocio del tendido de cables telegráficos de la compañía Siemens Brothers.

## Semblanza
Siemens nació en 1847 en Hannover, entonces un reino dentro de la Confederación Germánica. Era hijo de Gustav y Sophie Siemens, y miembro de la familia Siemens, una antigua estirpe de Goslar que se remonta a 1384. Su padre era juez y primo de Carl Wilhelm Siemens, el famoso ingeniero eléctrico. Se educó en Hannover y  en 1867 se trasladó a Woolwich, Londres, para trabajar en la fábrica de Siemens Brothers. Regresó a la Confederación Alemana en 1868 para estudiar en la Universidad Humboldt de Berlín, interrumpiendo allí sus estudios para colocar cables telegráficos en el Oriente Medio. Estos cables iban a formar parte del Telégrafo Indoeuropeo, siendo una gran parte del trabajo realizado por Siemens Brothers.
Tras la anexión de Hanover por Prusia en 1866 tras la guerra austro-prusiana, Siemens se convirtió en ciudadano prusiano y sujeto a conscripción. Fue reclutado en 1870 como soldado raso para luchar en la guerra franco-prusiana, en la que resultó herido en la batalla de Beaune-la-Rolande. Por sus acciones en esta batalla, en la que las fuerzas prusianas obtuvieron una victoria decisiva sobre el ejército francés numéricamente superior, se le otorgó la Cruz de Hierro. Después de la desmovilización en 1871, regresó al negocio familiar en Woolwich y ayudó en la construcción de hornos para usar en la fabricación del acero y para cremación.

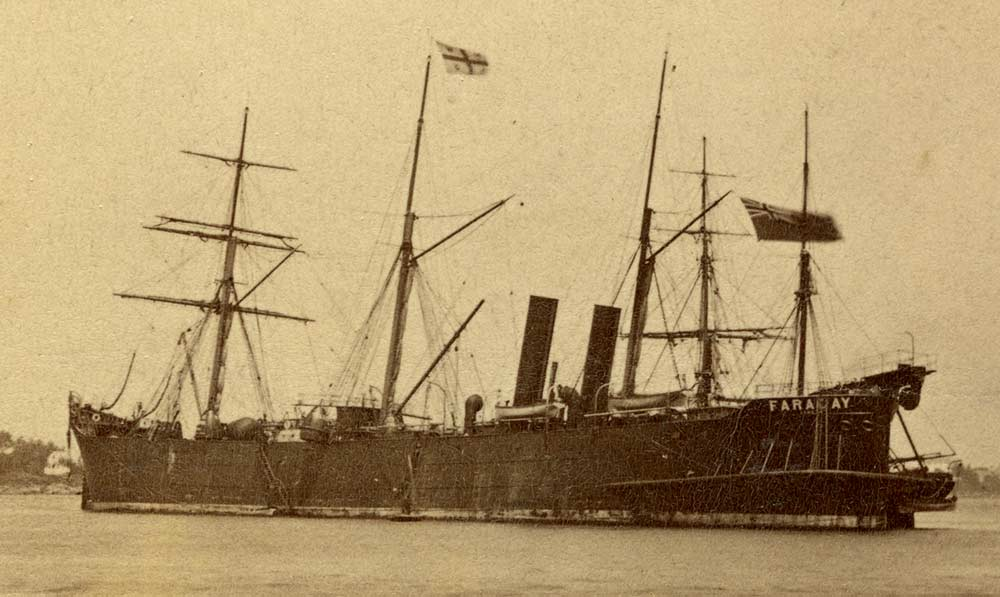
El buque cablero CS Faraday, en el que Siemens viajó durante 1875

En 1871, Siemens fue miembro fundador de la Sociedad de Ingenieros del Telégrafo y Eléctricos (que se convirtió en la  Institución de Ingenieros Eléctricos en 1889) y fue presidente de la institución dos veces, en 1894 y en 1904. Su primer discurso inaugural fue un análisis de las Leyes de Iluminación Eléctrica de 1882 y 1888, y en el segundo abogaba por un uso más amplio del sistema métrico decimal. En 1875, navegó a bordo del buque cablero Faraday, tendiendo varios cables a través del océano Atlántico. Entre viaje y viaje, construyó varios hornos para empresas en los Estados Unidos y Canadá. Al regresar al Reino Unido en 1877, se naturalizó ciudadano británico en 1878. Fue nombrado gerente de la división de iluminación eléctrica de Siemens Brothers en 1879 y participó en la fabricación de generadores, lámparas de arco y cables para la industria eléctrica.
En 1881 se casó con Louisa Dodwell, con quien tuvo tres hijas, una de las cuales, Mariana, se casó con Bertram Hopkinson, hijo del gran ingeniero eléctrico John Hopkinson y él mismo profesor de ingeniería en la Universidad de Cambridge. Más tarde, en 1881, Siemens Brothers se hizo cargo de un proyecto para proporcionar el primer suministro público de electricidad del mundo en Godalming, Surrey. Este proyecto nunca fue un negocio viable económicamente, pero la empresa lo emprendió para ganar más experiencia en la industria de la iluminación.
Siemens había sido director de Siemens Brothers desde que se convirtió en una sociedad de responsabilidad limitada en 1880 y fue nombrado director general en 1889, cargo que ocupó hasta que una importante reorganización supuso su salida del puesto, aunque permaneció en el consejo de administración hasta su jubilación en 1918. Fue designado para ser delegado británico en el Congreso Eléctrico Internacional en 1893 y en un congreso similar en París en 1901. En el mismo año del congreso de París, fue nombrado miembro de la junta directiva del nuevo Laboratorio Nacional de Física en Teddington. Ejerció como presidente de la Institución de Ingenieros Civiles entre noviembre de 1910 y noviembre de 1911.
Al jubilarse vivió en Westover Hall, Milford on Sea, Hampshire, donde murió de insuficiencia cardíaca el 16 de febrero de 1928.